# والد (آلگو)
والد (به آلمانی: Wald) یک شهر در آلمان است که در استالگوی واقع شده‌است.